# Галкин, Владислав Борисович
Владисла́в Бори́сович Га́лкин (имя при рождении — Владисла́в Гео́ргиевич Сухачёв; 25 декабря 1971, Ленинград, СССР — 25 февраля 2010, Москва, Россия) — советский и российский актёр театра и кино, телеведущий; заслуженный артист Российской Федерации (6 февраля 2009). 

## Биография
Родился 25 декабря 1971 года в Ленинграде и вырос в подмосковном городе Жуковском в семье театральной актрисы, кинодраматурга и киносценариста Елены Петровны Демидовой (21 апреля 1947 — 23 мая 2017). В детстве жил у бабушки Людмилы Николаевны Демидовой — учительницы младших классов. Дед Пётр Николаевич Демидов был учителем рисования, погиб под колёсами автобуса, когда шёл на работу. Учился Владислав в школе № 6 города Жуковского, где преподавала его бабушка. Летом она работала воспитателем в пионерском лагере, куда брала внука с собой. Несмотря на плохое поведение в школе, благодаря Людмиле Николаевне учителя дали Владиславу хорошую характеристику. Бабушка проработала до 70 лет, пока внучка Маша не окончила школу. Умерла от рака молочной железы.
Именно бабушка привела, втайне от матери, 9-летнего Влада на кинопробы. Дебютом в кино для Владислава Галкина стала роль Гекльберри Финна в картине Станислава Говорухина «Приключения Тома Сойера и Гекльберри Финна» (фильм по произведениям Марка Твена), в титрах — Владик Сухачёв. В этом фильме снималась и крёстная Влада — Екатерина Васильева.
Когда Владиславу было 10 лет, Елена Демидова вышла замуж за актёра и режиссёра Бориса Сергеевича Галкина, он стал приёмным отцом для Владислава и его сестры Марии.
Следующей яркой работой в кино стала главная роль в детском фильме «Этот негодяй Сидоров» (1983).

Борис Галкин: Помню, когда Влад первый раз назвал меня папой. Мы пошли с ним в кино, чтобы посмотреть фильм «Этот негодяй Сидоров» — картину, в которой Владик снялся практически сразу после «Приключений Тома Сойера и Гекльберри Финна».
Я вышел под впечатлением — передо мной была абсолютно зрелая актёрская работа 11-летнего парня, выстроенная роль, прожитая судьба. Все думали: ну снимается мальчишка в одной картине, в другой, в третьей… А мальчишка-то уже работал! И я сказал: «Знаешь, Владюха, ты будешь очень хорошим артистом». Он посмотрел на меня внимательно — я много раз замечал этот его недетский, требовательный взгляд: мол, не лукавишь ли ты, не лицемеришь ли? Вот и тогда Владик посмотрел на меня так. Переспросил: «Это правда?» — «Абсолютная правда». — «Спасибо, папа»…
— 
Владислав вспоминал:

Родители вообще были против моей работы в кино. Они же знали, насколько труд актёра тяжёл и морально, и физически, и не желали мне такой участи. На пробы тайком от всех меня привела бабушка. Родители были в шоке, они даже не предполагали, что бабушка, у которой всегда было «словесное недержание», почти полгода могла скрывать нашу тайну.
В 1986 году снимался в фильме Александра Муратова «Золотая цепь» (по мотивам одноимённого романа Александра Грина) в роли Санди. В 1990 году Константин Худяков снял его в роли дезертира Егора в картине «Смерть в кино».
К 18 годам на счету Галкина было несколько успешных работ в кино. После окончания средней школы он поступил в Театральное училище им. Б. В. Щукина (курс Альберта Бурова), которое окончил в 1992 году. Учился также во ВГИКе на курсе Владимира Хотиненко.

### Кинороли во взрослом возрасте
В 1999 году снялся в роли участкового Алексея в фильме Станислава Говорухина «Ворошиловский стрелок». В 2001 году сыграл роль старшего лейтенанта Таманцева в фильме Михаила Пташука «В августе 44-го…», принёсшего ему в 2002 г. кинопремию Ника в номинации Открытие года. В 2000 году снимался в роли водителя — дальнобойщика Александра в сериале «Дальнобойщики», который принёс ему популярность. В 2002 году снялся в роли спецназовца ГРУ по прозвищу Якут в сериале «Спецназ» и в роли молодого офицера Сергея Высика, после демобилизации назначенного на должность начальника подмосковного отделения уголовного розыска в триллере «По ту сторону волков» режиссёра Владимира Хотиненко. Через год удостоен награды премии Золотой орёл.
В 2004 году снялся в фильме «72 метра» (режиссёр В. Хотиненко), в сериалах «Дальнобойщики 2» и «Диверсант». В 2005 году сыграл Ивана Бездомного в телесериале «Мастер и Маргарита» (режиссёр Бортко, по одноимённому роману Булгакова), в 2005 г. роль офицера Окружной контрразведки Бориса Никитина в телесериале «Гибель империи» всё того же режиссёра Владимира Хотиненко. В 2007 году снялся в роли капитана Калтыгина в сериале «Диверсант 2: Конец войны» (режиссёр — Игорь Зайцев) и в фильме «Неидеальная женщина».
В 2008 году снялся в сериале «Я лечу» в роли Александра Николаевича Гордеева — талантливого хирурга, руководителя практики студентов, а также в сериале «Петровка, 38. Команда Семёнова» в роли майора милиции Андрея Семёнова.
Последние две работы — сериалы «Грязная работа» и «Котовский» — в феврале и сентябре 2009 года.

### Семья
Галкин покинул родительский дом в 17 лет, родители купили ему однокомнатную квартиру в Жуковском, а когда женился в первый раз, стал жить у жены. Он это объясняет так:

Мы изначально были не отцы и дети, а друзья. У нас так сложилось. Мне кажется, семья — это два человека, муж и жена. Я безумно люблю своих родителей, но понимаю, что ни при каких обстоятельствах не смогу жить с ними вместе. Есть такое понятие, как личное пространство. Так вот, люди, живущие вместе, так или иначе его нарушают: один встаёт в 8 утра, другой — в 2 часа дня, отсюда появляется раздражение. Другое дело — муж и жена, они одно целое.

Бабушка — Людмила Николаевна Демидова, учитель младших классов, дедушка Пётр Николаевич Демидов, учитель рисования.
Мать Елена Демидова (21 апреля 1947 — 23 мая 2017), театральная актриса, кинодраматург и киносценарист. 23 мая 2017 года умерла от рака. Урна с её прахом захоронена рядом с сыном на аллее актёров Троекуровского кладбища Москвы. Биологический отец — Георгий Черкасов, приёмный отец — Борис Галкин (род. 19 сентября 1947), актёр, режиссёр.
Единоутробная сестра — Мария Борисовна Галкина (род. 3 сентября 1977), живёт в деревне в Псковской области, под Великими Луками, журналист, в прошлом — повар, сержант МЧС.
Сводная сестра — Анна Борисовна Галкина (род. 30 июля 2017), дочь Бориса Галкина.

### Личная жизнь
Первая жена (1988—1989) — Светлана Фомичёва.
Вторая жена — Елена Галкина. Брак продлился всего несколько месяцев, расстались мирно.
Третья жена — Валентина Елина.
Четвёртая жена (2 октября 1998 — 25 февраля 2010) — Дарья Михайлова (род. 1965), актриса, театральный педагог и режиссёр, заслуженная артистка РФ. Галкин в 2002 году заявил, что «всё то, что было до нашей встречи, я не могу назвать женатостью». Официально развестись не успели, развод был назначен на 10 марта 2010 года.
Падчерица — Василиса Суханова (род. 25 ноября 1988), дочь Михайловой от первого брака (1985—1991) с актёром Максимом Сухановым. Актриса, окончила ВТУ им. Щукина, работает в театре имени Вахтангова.

### Судимость
В 2009 году Галкин был осуждён на 1 год и 2 месяца лишения свободы условно по обвинению в хулиганстве и сопротивлении сотрудникам милиции. В ночь с 23 на 24 июля 2009 года, находясь в нетрезвом состоянии, Галкин выстрелил из травматического пистолета в стеллаж с бутылками в одном из московских баров, а затем оказал сопротивление милиционерам при задержании. На суде своё поведение объяснил нервным срывом и усталостью, глубоко раскаялся в содеянном:

Я действительно наказал себя гораздо больше, чем кто бы то ни было. <…>

То, что я раскаиваюсь — это не то слово, это мало сказано. Для меня этот поступок гораздо более дикий, чем для общественности. Тем более, что для меня это совершенно не типично, и я не понимаю, как такое могло произойти. Вероятно, действительно сказалась накопленная усталость, какой-то срыв, какое-то стечение обстоятельств. Я всецело раскаиваюсь и прошу о возможном снисхождении.

### Болезнь и смерть

Могила Владислава Галкина на Троекуровском кладбище Москвы

11 января 2010 года Галкин был госпитализирован в 50-е отделение хирургии Боткинской больницы Москвы, где провёл две недели в связи с обострившимся воспалением поджелудочной железы. Ранее Галкину ставился диагноз «острый панкреатит» (воспаление поджелудочной железы).
Владислав Галкин скончался  25 февраля 2010 года в Москве на 39-м году жизни. Обстоятельства смерти до конца не выяснены. Он был найден мёртвым в съёмной квартире на Садовой-Спасской улице спустя 2 дня после смерти, 27 февраля 2010 года около 14:00 по московскому времени. За день до этого тревогу забил приёмный отец актёра Борис Галкин, сообщивший другу семьи о том, что Владислав более суток не выходит на связь. В квартиру, которую снимал актёр (пока в своей делал ремонт), приехали друзья, однако на звонки в дверь никто не ответил. Вызванная бригада спасателей вскрыла дверь квартиры в 14:07 по московскому времени. По разнящимся данным, тело актёра нашли в постели либо на полу, он лежал лицом вниз. При первичном внешнем осмотре тела признаков насильственной смерти обнаружено не было. Экспертиза показала, что актёр умер приблизительно за два-три дня до обнаружения тела, а причиной смерти была названа острая сердечная недостаточность с остановкой сердца. В свидетельстве о смерти в качестве причины указана «кардиомиопатия (внезапная остановка сердца)».
2 марта 2010 года Владислав Галкин был похоронен с воинскими почестями на Аллее Славы актёров Троекуровского кладбища. На похоронах присутствовали только друзья и родственники.

### Предположение Бориса Галкина об убийстве сына
В передаче «Человек и закон» отчим Владислава Борис Галкин предоставил факты, на основе которых можно сделать предположение о преднамеренном убийстве. Так, 19 февраля 2010 года Владислав Галкин снял в отделении банка 136 000 долларов, которые собирался потратить на ремонт в квартире, купленной после расставания с женой. По данным отца,[уточнить] актёр хранил деньги дома (о чём предполагаемые заказчики и исполнители преступления могли знать); кроме того, на телефон Владислава Галкина приходили SMS-сообщения с угрозами, а спустя несколько дней после посещения банка на лице актёра появились кровоподтёки. По словам Бориса Галкина, ссадины и синяки были видны на теле уже мёртвого актёра и при первичном медицинском осмотре сразу после обнаружения трупа. Указанной Борисом Галкиным суммы при обыске квартиры найдено не было. Смутило отца и наличие в комнате рядом с телом бутылки коньяка и пакета томатного сока: после того, как у Владислава Галкина диагностировали панкреатит, он прекратил употреблять алкоголь и сел на диету.
Расследование причин смерти также вызывает у отца ряд вопросов: так, один из близких друзей Владислава Галкина является действующим сотрудником правоохранительных органов. По словам Б. Галкина, у него были ключи от квартиры актёра и он, таким образом, имел возможность влиять на ход следствия.

## Творчество

### Фильмография
| Год       |    | Название                                   | Роль                                                             |
| --------- | -- | ------------------------------------------ | ---------------------------------------------------------------- |
| 1981      | тф | Приключения Тома Сойера и Гекльберри Финна | Гекльберри Финн (в титрах — Владик Сухачёв)                      |
| 1983      | тф | Незнайка с нашего двора                    | эпизод (в титрах — Слава Галкин)                                 |
| 1983      | ф  | Этот негодяй Сидоров                       | Алёша Сидоров — главная роль (в титрах — Владик Сухачёв)         |
| 1984      | ф  | Груз без маркировки                        | Вовчик (в титрах — Владик Сухачёв)                               |
| 1985      | ф  | Жил отважный капитан                       | мальчик-возница (в титрах — Владик Сухачёв)                      |
| 1986      | ф  | Выкуп                                      | панк Муссолини (нет в титрах)                                    |
| 1986      | ф  | Золотая цепь                               | Санди Прюэль — главная роль (в титрах — Владиcлав Сухачёв-Галкин |
| 1987      | тф | Сын                                        | хулиган (в титрах — Влад Сухачёв)                                |
| 1987      | ф  | На своей земле                             | Артём Жуков (в титрах — Владислав Сухачёв)                       |
| 1988      | ф  | Абориген                                   | Борька Хромов                                                    |
| 1990      | тф | Овраги                                     | Тимоха                                                           |
| 1990      | ф  | Мордашка                                   | Толик                                                            |
| 1990      | ф  | 22 июня, ровно в 4 часа…                   | Ваня                                                             |
| 1990      | ф  | Смерть в кино                              | Егор                                                             |
| 1992      | ф  | Игра                                       | снимался                                                         |
| 1994      | ф  | Чёрный клоун                               | снимался                                                         |
| 1997      | ф  | Принцесса на бобах                         | водитель Владик                                                  |
| 1999      | ф  | Ворошиловский стрелок                      | участковый, старший лейтенант милиции, Алексей Подберёзкин       |
| 2000      | с  | Каменская                                  | Женя Шахнович                                                    |
| 2000      | с  | Маросейка, 12                              | Евгений Калинкин                                                 |
| 2001      | ф  | В августе 44-го…                           | старший лейтенант Таманцев                                       |
| 2001      | с  | Воровка                                    | Слава                                                            |
| 2000—2001 | с  | Дальнобойщики                              | дальнобойщик Александр Коровин («Сашок»)                         |
| 2000—2001 | с  | Ростов-папа                                | Вася Остапенко, мясник                                           |
| 2001      | ф  | Эскиз на мониторе                          | Олег                                                             |
| 2002      | с  | Каменская 2                                | Женя Шахнович                                                    |
| 2002      | с  | По ту сторону волков                       | участковый Сергей Высик                                          |
| 2002      | тф | Светские хроники                           | Антон Корягин                                                    |
| 2002      | с  | Спецназ                                    | старший лейтенант Яков Урманов («Якут»)                          |
| 2002      | тф | Следствие ведут ЗнаТоКи. Третейский судья  | Авдеев                                                           |
| 2002      | с  | Ералаш (выпуск № 160, сюжет «Кто круче?»)  | заключённый в камере                                             |
| 2003      | с  | Небо и земля                               | Павел Сусак, кинолог                                             |
| 2003      | с  | Приключения мага                           | старший лейтенант Григорьев                                      |
| 2003      | с  | Театральный блюз                           | Антон Корягин                                                    |
| 2003      | с  | Спецназ 2                                  | старший лейтенант Яков Урманов («Якут»)                          |
| 2003      | с  | Участок                                    | Виталий Ступин                                                   |
| 2004      | ф  | 72 метра                                   | мичман Михайлов                                                  |
| 2004      | с  | Диверсант                                  | Григорий Иванович Калтыгин                                       |
| 2004      | с  | Дальнобойщики 2                            | дальнобойщик Александр Коровин («Сашок»)                         |
| 2004      | тф | Невестка                                   | Антон                                                            |
| 2004      | с  | Ландыш серебристый                         | Малкин                                                           |
| 2004      | ф  | Бомба для невесты                          | Антон Корягин                                                    |
| 2005      | с  | Гибель империи                             | Никитин, начальник окружной контрразведки                        |
| 2005      | тф | Казароза                                   | молодой Свечников                                                |
| 2005      | с  | Убойная сила 6                             | Беспалов                                                         |
| 2005      | с  | Мастер и Маргарита                         | Иван Николаевич Бездомный, поэт, член МАССОЛИТа                  |
| 2006      | ф  | Дикари                                     | Чёрный                                                           |
| 2006      | ф  | Жаркий ноябрь                              | капитан Филин                                                    |
| 2006      | с  | Пороки и их поклонники                     | Владимир Архипов                                                 |
| 2006      | ф  | Ты — это я                                 | Андрей Иванов                                                    |
| 2007      | с  | Диверсант. Конец войны                     | Григорий Иванович Калтыгин                                       |
| 2008      | с  | Я лечу                                     | Александр Николаевич Гордеев, хирург                             |
| 2008      | ф  | Неидеальная женщина                        | Валерий, сценарист                                               |
| 2008      | с  | Петровка, 38. Команда Семёнова             | Андрей Семёнов, майор милиции                                    |
| 2009      | с  | Грязная работа                             | Тимофей Тарасов, частный детектив                                |
| 2009      | с  | Логово Змея                                | Владимир Драч, наёмный киллер                                    |
| 2009      | тф | Я не я                                     | Виктор Запальцев                                                 |
| 2009      | с  | Котовский                                  | Григорий Котовский                                               |
| 2009      | ф  | Любовь на сене                             | Николай Евлашкин                                                 |
| 2011      | с  | Дальнобойщики 3                            | дальнобойщик Александр Коровин («Сашок»), хроника в 1-й серии    |
| 2022      | с  | Диверсант. Идеальный штурм.                | Имя персонажа не указано                                         |

### Клипы
- 2002 — песня «Давай за...» группы Любэ (режиссер В. Бледнов)

### Озвучивание
- 1995 — Каникулы Гуфи — Макс Гуф
- 2000 — Неисправимый Гуфи — Макс Гуф
- 2002 — Дронго — наёмный убийца Цапля (роль «Цапли» играет Андрей Ростоцкий)
- 2004 — История любви (автор Эрик Сигал) — читает текст романа
- 2006 — Не скажу! — Иван

### Театральные работы
- «Дело …» (Митя Карамазов), в 2006 году спектакль убран из репертуара (La’ Театр).

### Работа на телевидении
- 1993 — «В Новогоднюю ночь. Бал в Останкино» — Петруха, гвардеец времен Петра I
- 2003 — экстремальное шоу «Команда Эквитес» на украинском телеканале «Интер»[27][28].
- 2003 — телеигра «Форт Боярд» на телеканале «Россия» (первая игра третьего сезона)[29][30]. В составе команды Эвелины Блёданс выиграл 79 210 рублей.
- 2005 — реалити-шоу «Остров искушений» на телеканале «REN-TV»[31].

В июне 2006 года снимался в рекламе «МТС» в образе Юрия Гагарина.

## Признание и награды
Государственные награды:
- 2009 — Заслуженный артист Российской Федерации

Другие награды, премии, поощрения и общественное признание:
- 2000 — Специальный диплом кинопрессы на Международном кинофестивале «Лістапад» «За вторую роль, ставшую первой», фильм «В августе 44-го…»
- 2001 — Приз Международного кинофестиваля «Бригантина» в номинации «Лучшая мужская роль», фильм «В августе 44-го…»
- 2002 — «Ника» в номинации «Открытие года», фильм «В августе 44-го…»
- 2002 — «Премия имени Николая Ерёменко» в номинации «Лучшая мужская роль», фильм «В августе 44-го…»
- 2003 — «Золотой орёл» в номинации «Лучшая мужская роль второго плана», телесериал «Дальнобойщики»
- 2003 — Номинация на «ТЭФИ» в категории «Лучший исполнитель мужской роли в телевизионном фильме/сериале», телесериал «По ту сторону волков»
- 2006 — Номинация на «Золотой орёл» в категории «Лучший актёр на ТВ», телесериал «Диверсант»
- 2006 — Номинация на «ТЭФИ» в категории «Лучший исполнитель мужской роли в телевизионном фильме/сериале», фильм «Казароза»
- 2009 — Номинация на «Золотой орёл» в категории «Лучший актёр на ТВ», телесериал «Диверсант. Конец войны»
- 2007 — Международная общественная награда Золотой орден «Миротворец». Награда учреждена Всемирным благотворительным альянсом «Миротворец»
- 2007 — Специальная национальная премия «Кремлёвский грандъ» «За личный вклад в патриотическое воспитание молодёжи России»
- 2007 — Кандидат на соискание премии Союзного государства в области литературы и искусства 2007—2008 годов
- 2008 — Медаль Кемеровской области «За веру и добро»[33]
- 2010 — Специальный приз жюри на Международном телекинофоруме «Вместе» «За создание образа воина-победителя» (посмертно)
- 2010 — Специальный приз Международного кинофестиваля «Десант-2010» «За отличие и правду воинской службы на сцене и в кино» (посмертно)
- 2011 — «Золотой орёл» в номинации «Лучшая мужская роль на телевидении», телесериал «Котовский» (посмертно)
- 2011 — «Золотой носорог» в номинации «Лучшая мужская роль», телесериалы «Котовский» и «Логово Змея» (посмертно)

## Память о Владиславе Галкине
- В деревне Каськово (Псковская область) в честь актёра названа центральная улица.
- В посëлке Грановщина (Иркутская область) в честь актёра названа улица.
- Сергей Галанин посвятил памяти Владислава Галкина песню «Уходят актёры».
- В октябре 2010 года была учреждена премия имени Владислава Галкина. Первая премия имени Владислава Галкина досталась актрисе Анастасии Веденской (род. 14 октября 1984)[34] на кинофестивале им. Озерова[35].
- Туристический слёт памяти Владислава Галкина.
- В 2012 году в первую серию третьего сезона телесериала «Дальнобойщики» вошли кадры хроники с дальнобойщиком Сашком из первых двух сезонов в исполнении Галкина[26].
- Памяти артиста посвящён сериал «Диверсант. Крым» (2020).
- В 2022 году в телесериале «Диверсант. Идеальный штурм» был воссоздан цифровой образ Галкина в роли Григория Калтыгина[36].

Творчеству и памяти актёра посвящены документальные фильмы и телепередачи:
- 2010 — «Владислав Галкин. „Близко к сердцу“»[37][38]
- 2010 — «Влад Галкин. „Трудно быть героем“»
- 2011 — «Владислав Галкин. „Выйти из роли“»
- 2011 — «Владислав Галкин. „Ошибка ценою в жизнь“»
- 2011 — «Владислав Галкин. „Улыбка на память“»
- 2017 — «Владислав Галкин. „Прощание“»
- 2017 — «Владислав Галкин. „Последний день“»[39]
- 2020 — «Владислав Галкин. „Гекльберри Финн по жизни“»[40]